# Tonja Buford-Bailey
Tonja Yvette Buford-Bailey, ameriška atletinja, * 13. december 1970, Dayton, Ohio, ZDA.
Nastopila je na poletnih olimpijskih igrah v letih 1992, 1996 in 2000, leta 1996 je osvojila bronasto medaljo v teku na 400 m z ovirami. Na svetovnih prvenstvih je v isti disciplini osvojila srebrno medaljo leta 1995, kot tudi na panameriških igrah istega leta.